# Algirdas Neiberka
Algirdas Neiberka (* 1972 in Vilkaviškis) ist ein litauischer sozialdemokratischer Politiker, seit 2013 Bürgermeister der Rajongemeinde Vilkaviškis.

## Leben
Nach dem Abitur an der Mittelschule Vilkaviškis absolvierte Algirdas Neiberka 2001 das Studium Umweltingenieurwesen an der Lietuvos žemės ūkio universitetas in Kaunas. Von 2000 bis 2013 war er Gehilfe des Seimas-Mitglieds Algirdas Butkevičius in der Seimas-Kanzlei. Von 2000 bis 2023 war er Mitglied im Rat. Seit 2013 ist er Bürgermeister der Rajongemeinde Vilkaviškis. Bei Kommunalwahlen in Litauen 2015 und 2019 wurde er direkt, 2023 schon im ersten Wahlgang wiedergewählt.
Seit 1998 ist Algirdas Neiberka Mitglied der LSDP, seit 2011 Leiter der Sektion Vilkaviškis.
Algirdas Neiberka ist verheiratet und hat einen Sohn und eine Tochter.